# Gor Manvelyan
Gor Manvelyan (Jankendi, 9 de abril de 2002) es un futbolista armenio que juega en la demarcación de centrocampista para el FC Noah de la Liga Premier de Armenia.

## Selección nacional
Tras jugar con las categorías inferiores de la selección, finalmente el 10 de septiembre de 2024 hizo su debut con la selección de Armenia en un partido de la Liga de Naciones de la UEFA 2024-25 contra Macedonia del Norte que finalizó con un resultado de 2-0 a favor del combinado macedonio tras los goles de Enis Bardi y Bojan Miovski.

## Clubes
| Club         | País    | Año       | Partidos | Goles |
| ------------ | ------- | --------- | -------- | ----- |
| FC Nantes II | Francia | 2020-2023 | 32       | 4     |
| FC Nantes    | Francia | 2021-2022 | 1        | 0     |
| FC Noah      | Armenia | 2023-     | 63       | 8     |

## Palmarés

### Títulos nacionales
| Título                  | Club       | País    | Año  |
| ----------------------- | ---------- | ------- | ---- |
| Liga Premier de Armenia | F. C. Noah | Armenia | 2025 |
| Copa de Armenia         | F. C. Noah | Armenia | 2025 |